# División de Investigación Criminal del Servicio de Impuestos Internos de los Estados Unidos
La División de Investigación Criminal del Servicio de Impuestos Internos (en inglés: Internal Revenue Service, Criminal Investigation; IRS-CI) es una agencia de investigación criminal del Servicio de Impuestos Internos, la cual está encuadrada en el Departamento del Tesoro de Estados Unidos. Aunque otras agencias federales tienen jurisdicción investigativa sobre el lavado de dinero y algunas violaciones a la Ley de Confidencialidad Bancaria, la División de Investigación Criminal es la única agencia federal que puede investigar violaciones al Código de Rentas Internas de Estados Unidos.

## Historia
La Unidad de Inteligencia del IRS/Departamento del Tesoro fue creada por la iniciativa del comisionado de Impuestos Internos, Daniel C. Roper, el 1 de julio de 1919 para investigar la evasión de impuestos. Esta unidad fue la responsable de la investigación y captura de Al Capone ya que las nuevas leyes promulgadas en 1927 permitieron al gobierno federal perseguir a Capone por evasión de impuestos, su mejor opción para encarcelarlo al fin. Fue perseguido por el agente de la Unidad de Inteligencia del IRS Frank J. Wilson, que fue capaz de encontrar recibos que relacionaban a Capone con ingresos por juego ilegal, testaferrato y evasión de impuestos por esos ingresos.
En 1978, la agencia cambió de nombre y pasó a ser la División de Investigación Criminal del Servicio de Impuestos Internos.

## Misión
La División de Investigación Criminal clasifica sus investigaciones en las áreas de programas y énfasis de fraude. Las áreas de programas son:
• Preparador abusivo de declaraciones de impuestos

• Planes tributarios abusivos

• Fraude bancario

• Fraude corporativo

• Evasión de impuestos sobre la nómina

• Fraude de institución financiera

• Juegos de azar

• Investigaciones generales de fraude

• Fraude de cuidado médico

• Robo de identidad

• Investigaciones internacionales

• Lavado de dinero y la Ley de Confidencialidad Bancaria

• Investigaciones relacionadas con drogas

• Investigaciones del No-Declarante

• Investigaciones de corrupción pública

• Programa de reembolsos cuestionables

El Departamento de Investigaciones Criminales ha dividido los casos que investiga en categorías de énfasis por fraude específicas.

## Casos notorios
La División de Investigación Criminal participó en el Caso de corrupción en la FIFA en agosto del 2011 cuando la oficina de campo de IRS-CI en Los Ángeles empezó a investigar a Chuck Blazer, miembro del Comité Ejecutivo de la FIFA y Vicepresidente Ejecutivo de la Federación de Fútbol de los Estados Unidos, por evasión de impuestos.